# Ostara (czasopismo)
Ostara – czasopismo wydawane w latach 1906–1917 propagujące głównie treści rasistowskie antydemokratyczne i antyfeministyczne redagowane i wydawane przez Jörga Lanza von Liebenfelsa.
Nazwa Ostara została zapożyczona od germańskiej bogini wiosny Ēostre, a jej treści nie pozostały bez wpływu na Adolfa Hitlera i ideologię nazistowską. Hitler posiadał kolekcję liczącą około 50 egzemplarzy Ostary. Według Lanza Hitler odwiedził go w Rodaun, gdzie poprosił go o brakujące numery czasopisma, kiedy jednak doszedł do władzy zakazał mu pisać. Natomiast środowisko związane z Lanzem uważało, że swastyka i ruch faszystowski jest bocznym odgałęzieniem idei Ostary.